# Morvedre (Valencia)

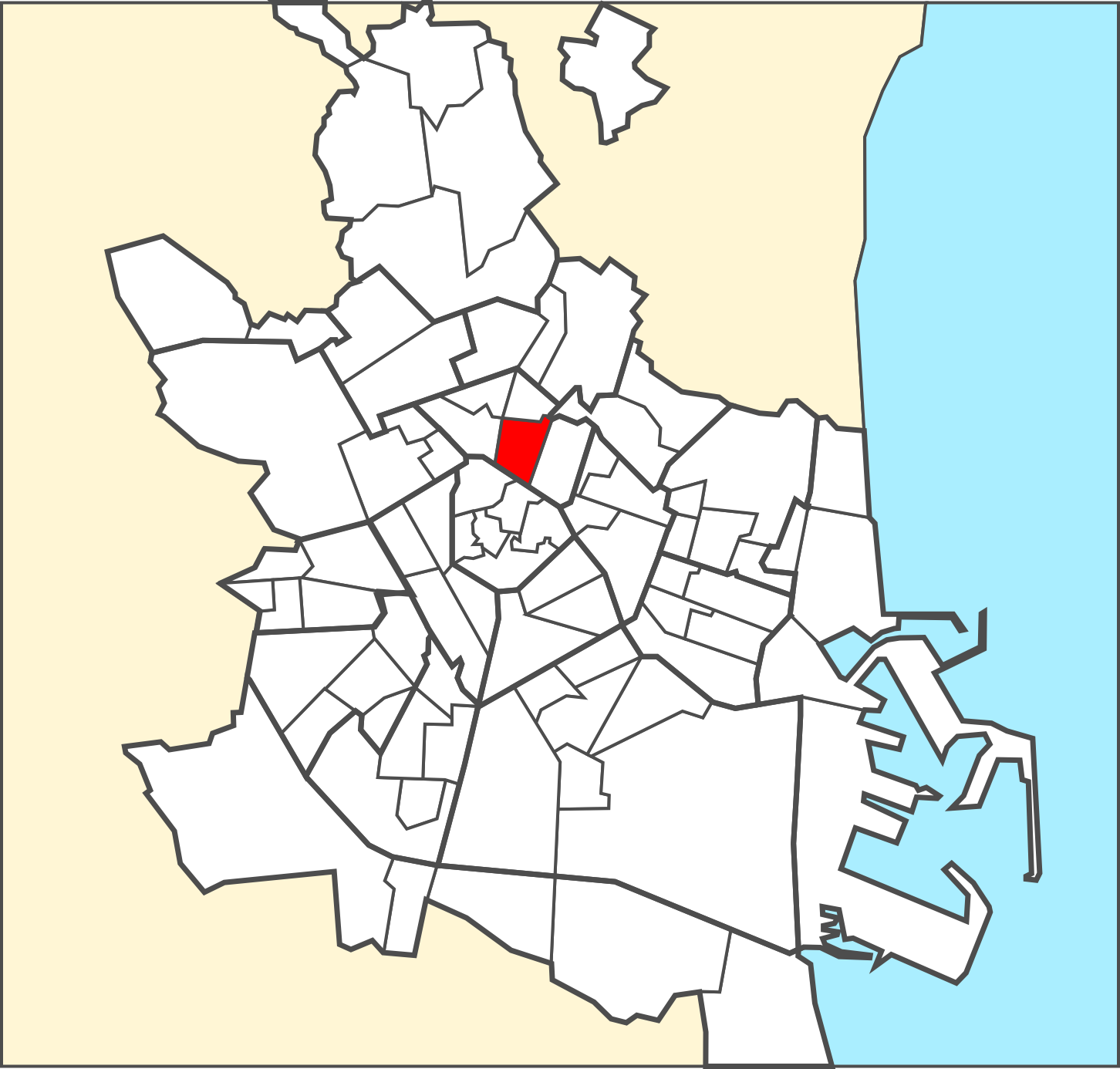
Situación del barrio de Morvedre en el municipio de Valencia.

Morvedre (en español Murviedro) es un barrio de la ciudad de Valencia (España), perteneciente al distrito de La Zaidía. Está situado en el centro de la ciudad y limita al norte con San Antonio y Benimaclet, al este con Trinidad, al sur con El Carmen y La Seu y al oeste con Marchalenes. Su población en 2022 era de 10.147 habitantes.

## Historia
De este barrio partía el camino que unía Valencia con Sagunto, ciudad que hasta el siglo XIX se llamó Murviedro (Morvedre en valenciano).
Fue famoso el molino de la Torreta, propiedad de los condes de Rótova. De él se conserva, frente al carrer de la Visitació, uno de los arcos de la entrada principal.